# Sveriges Akademiska Idrottsförbund
Sveriges Akademiska Idrottsförbund (SAIF) är ett specialidrottsförbund för studentidrott.
SAIF består av närmare 118 medlemsföreningar som har närmare 70 000 medlemmar på ett trettiotal orter i Sverige. Föreningarna bedriver verksamhet inom ett femtiotal olika idrotter. 
SAIF arrangerar årligen student-SM i ett flertal idrotter bl.a. Student-SM i five-a-side inomhusfotboll, en tävling som hålls i Göteborg där många lag från landets lärosäten deltar. Vinnaren i Student-SM i five-a-side får möjligheten att vara med i Student-EM i futsal som går varje eller vartannat år. En annan tävling som SAIF arrangerat är Studentiaden. Under Studentiaden avgjordes ett flertal Student-SM i olika grenar, vanligtvis fotboll, innebandy och volleyboll. Idag är det nya arrangemanget som förbundet står bakom sedan första upplagan 2022, Akademiska spelen. En helg som erbjuder en rad olika idrottstävlingar och student-SM samt sociala tillställningar för universitetsstudenter från hela Sverige.  
SAIF är medlem i Europeiska Studentidrottsförbundet (EUSA) och Internationella Studentidrottsförbundet (FISU). Dessutom organiserar SAIF deltagandet i Student-VM och i Universiaden. Universiaden är studentidrottens motsvarighet till ett olympiskt spel.

## Historia
Sveriges Akademiska idrottsförbund är bildat 1913 och invalt i Riksidrottsförbundet 1964. Förbundets kansli ligger på Södermalm (Idrottens Hus) i Stockholm.
Ordförande genom tiderna
- 1913-1915 Hilding Kjellman
- 1915-1920 Frey Svensson
- 1920-1935 K.G. Westman
- 1935-1953 David Holmdahl
- 1953-1967 Gunnar Torstensson
- 1967-1973 Kaj Tesch
- 1973-1977 Ulf Mossberg
- 1977-1983 Walter Rönmark
- 1983-1989 Kristina Ernstsson (senare Thurée)
- 1989-1998 Stefan Bergh
- 1998-2002 Charlotte Ahlström
- 2002-2004 Pär Mattsson
- 2004-2012 Johanna St Clair Renard
- 2012-2020 Sture Espwall
- 2020- 2022 Astrid Wetterström
- 2022- Christopher Svensson